# Mercuastes
Mercuastes (em persa médio: Mihrxwāst; em parta: Mihrxwāšt; em grego clássico: Μεερχουαστ; romaniz.: Meerchouast) foi um oficial sassânida do século III, ativo durante o reinado do xá Sapor I (r. 240–270). É conhecido apenas a partir da inscrição Feitos do Divino Sapor segundo a qual era ganzofílaco (tesoureiro). Aparece numa lista de dignitários da corte e está classificado na quinquagésima quarta posição dentre os 67 dignitários. Se supõe que talvez fosse um eunuco a julgar por sua posição.